# 1497
Пізнє середньовіччя •  Відродження •  Доба великих географічних відкриттів •  Ганза •  Ацтецький потрійний союз •  Імперія інків

## Геополітична ситуація
Османську державу очолює Баязид II (до 1512). Королем Німеччини є Максиміліан I Габсбург. У Франції королює Карл VIII Люб'язний (до 1498).
Середню частину Апеннінського півострова займає Папська область, південь належить Неаполітанському королівству. Могутними державними утвореннями півночі є Венеційська республіка, Флорентійська республіка, Генуезька республіка та герцогство Міланське.
Кастилія і Леон та Арагонське королівство об'єднані в Іспанське королівство, де правлять католицькі королі Фердинанд II Арагонський (до 1516) та Ізабелла I Кастильська (до 1504).
В Португалії королює Мануел I (до 1521).
Генріх VII є королем Англії (до 1509), королем Данії та Норвегії та Швеції Юхан II (до 1513), Королем Угорщини та Богемії є Владислав II Ягелончик. У Польщі королює Ян I Ольбрахт (до 1501), а у Великому князівстві Литовському княжить Александр Ягеллончик (до 1506).
Галичина входить до складу Польщі. Волинь належить Великому князівству Литовському. Московське князівство очолює Іван III Васильович (до 1505).
На заході євразійських степів від Золотої Орди відокремилися Казанське ханство, Кримське ханство, Ногайська орда. У Єгипті панують мамлюки. У Китаї править династія Мін. Значними державами Індостану є Делійський султанат, Бахмані, Віджаянагара. В Японії триває період Муроматі.
У Долині Мехіко править Ацтецький потрійний союз на чолі з Ахвіцотлем (до 1502). Цивілізація мая переживає посткласичний період. В Імперії інків править Уайна Капак (до 1525).

## Події
- У Московії видано Судебник Івана III.
- Туреччина надала московським купцям право вільної торгівлі на території імперії.
- 7 лютого у Флоренції під впливом проповідей Джироламо Савонароли відбулося вогнище марнославства — публічне спалення предметів розкоші.
- 18 червня папа римський Олександр VI відлучив флорентійського проповідника Джироламо Савонаролу від церкви.
- 24 червня датується перша задокументована згадка про відвідання європейцем Північної Америки — дослідник Джон Кабот (італієць за походженням Джованні Кабото) висадився на території, відомій сьогодні як Ньюфаундленд, і проголосив її власністю англійського короля Генріха VII.
- 8 липня перша португальська експедиція Васко да Гами вирушила з Лісабона на пошуки морського шляху до Індії.
- Війська англійського короля Генріха VII придушили повстання у Корнуолі. Схоплено претендента на англійський трон Перкіна Ворбека.
- Король Данії Ганс Ольденбург здобув перемогу над регентом Швеції Стеном Стуре старшим поблизу від Ротербу й став королем Швеції як Юхан II.
- Едикт короля Португалії Мануела I від 5 грудня звелів усім євреям прийняти християство або покинути країну.
- Зникла Яголдаєва тьма.

## Народились
- 16 квітня — Морі Мотонарі, самурайський полководець середньовічної Японії періоду Сенґоку. Володар регіону Тюґоку у Західній Японії.

## Померли
- 1 травня — Мученицькою смертю від татар загинув митрополит Київський Макарій. Нетлінні мощі святого знаходяться у Володимирському соборі.